# Collégiale Saint-Vincent de Soignies
La collégiale Saint-Vincent est un édifice religieux catholique situé au cœur de la ville de Soignies, en Belgique. Elle remplace une église primitive du VIIe siècle, l'édifice actuel datant du XIe siècle dans ses parties les plus anciennes.
Elle est devenue collégiale à une date inconnue, et, dédiée à saint Vincent de Soignies, elle est la paroisse principale de la ville de Soignies.
La collégiale est inscrite au Patrimoine majeur de Wallonie.

## Historique

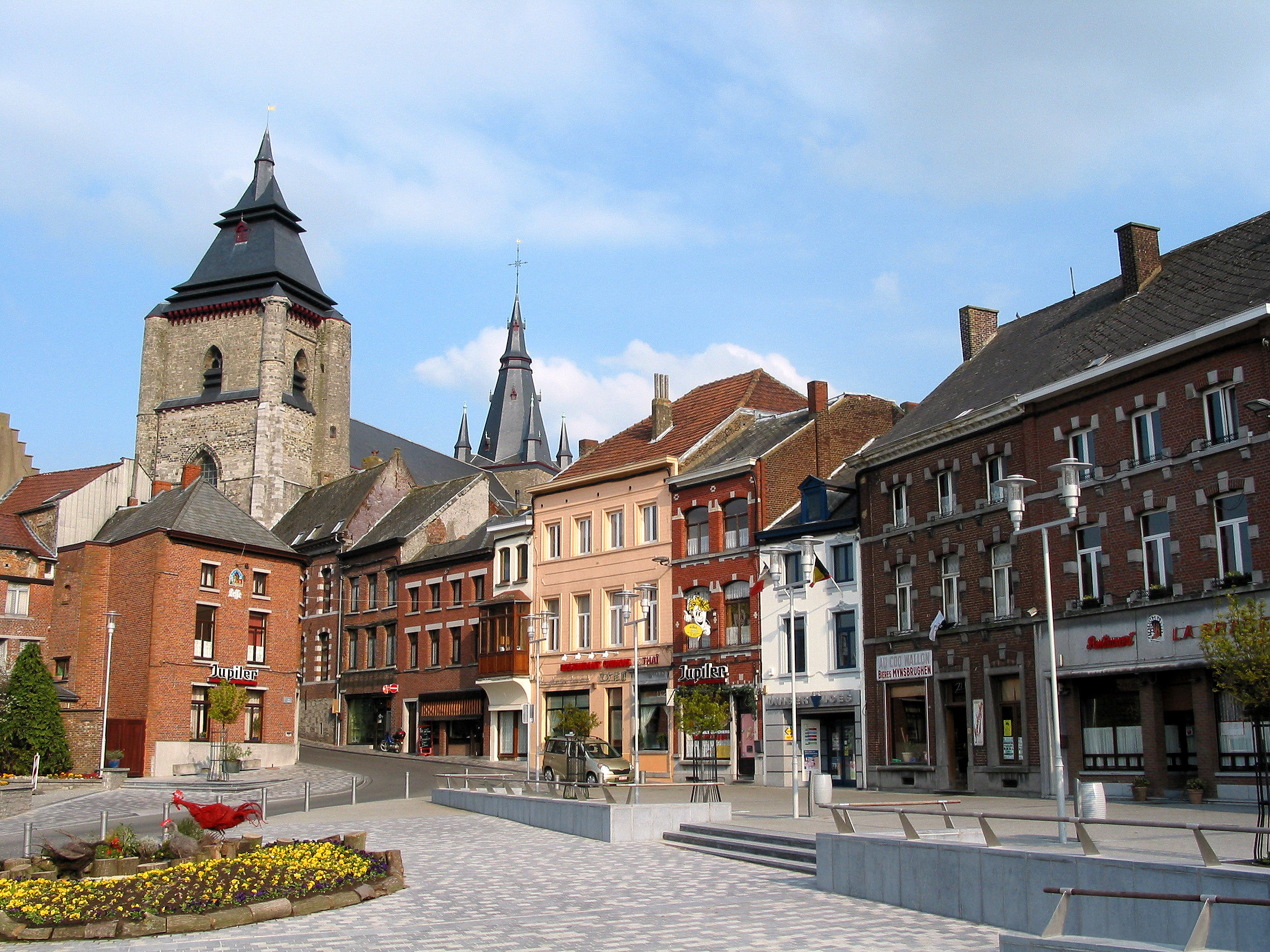
La collégiale Saint-Vincent

Les XIe et XIIe siècles marquent ici le point culminant de la dévotion à Saint-Vincent dont une communauté religieuse est l'animatrice, particulièrement lors du 14 juillet, date présumée de la mort du saint en 677. On édifie d'abord un ensemble oriental composé du chœur, d'une tour-lanterne à la croisée du transept, puis de deux croisillons. Au XIIe siècle, on édifie l'actuel vaisseau et le chœur initial est surélevé. Michèle Callut et Gérard Bavay écrivent : 
« Les bâtisseurs ont manifestement voulu donner une ampleur maximale à leur projet. C'est dans ce but qu'ils ont voulu faire correspondre la partie centrale du bâtiment à ses deux extrémités. Une haute nef centrale sous plafond plat, deux belles nefs latérales sous croisée d'arêtes ; deux tribunes de belle venue, une solide succession de colonnes et de forts piliers. Autant d'éléments qui font des nefs de Soignies un témoignage grandiose de l'architecture romane. »
Ce joyau architectural relativement hétérogène constitue une curiosité unique dans l'architecture médiévale hainuyère.
La construction de l'édifice débute entre 1015 et 1024, alors même que la première Vita de Saint-Vincent est rédigée. Les grandes lignes de l'édifice ne seront terminées que deux siècles plus tard (ca 1225).
Gilles Binchois, l'un des plus célèbres compositeurs du début du XVe siècle et l'un des premiers représentants de l'école musicale de Bourgogne fut prévôt du chapitre canonial de cette église de 1452 à sa mort en 1460.

## Construction
| Date         | Édification |
| ------------ | --- |
| VIIe siècle  | Construction d'une église primitive sur le site même de la collégiale |
| XIe siècle   | ca 1020 - Construction du massif occidental (porche d'entrée, tourelles) À l'est construction du Chœur liturgique, du transept et des tourelles C'est cette entame concomitante des travaux, à l'est et à l'ouest qui laisse supposer qu'un édifice existait déjà à cet emplacement. Ces travaux se terminent ca 1060. |
| XIe siècle   | ca 1080 - Construction des nefs |
| XIIe siècle  | Réalisation des charpentes (datée d'après la dendrochronologie dans la fourchette 1185-1200), couverture en plomb sur tout ou partie de l'édifice |
| XIIIe siècle | ca 1220 - Imbrication de l'avant-corps roman dans une forte tour-clocher aux accents gothiques Les volumes principaux de l'édifice actuel sont terminés à cette époque |
| XIIIe siècle | Construction de la sacristie (offranderie) |
| XIVe siècle? | Construction de la chapelle Saint-Vincent |
| XVe siècle   | Construction de la chapelle Saint-Hubert |
| XVIe siècle  | Construction de la chapelle du Saint-Nom |

## Restauration
Placée au Patrimoine exceptionnel de Wallonie, la collégiale Saint-Vincent de Soignies est le point central de la ville. Fier de leur patrimoine et désireux de le maintenir en état, un grand chantier de restauration débute en 1985. La décision de lancer ce projet a été prise en 1974 par la ville de Soignies qui ne souhaitait pas voir sa collégiale échapper à la postérité.
L’architecte G. Ferain, à qui le chantier a été confié, tire un premier constat de l’ampleur des premiers travaux. La situation est urgente : Malgré les diverses et multiples interventions apportées à l’édifice de 1970 à 1980, l’extérieur ainsi que l’intérieur du bâtiment semblent se dégrader à mesure du temps à un point tel que la sécurité est remise en cause.
Dans un premier temps, ce sont les extérieurs de la collégiale qui sont rénovés. En effet, suivant le plan des travaux, c’est la Tour lanterne qui représente le cas de restauration le plus urgent. Cet élément architectural, typique de l’architecture religieuse qui s’est développée dans la vallée de l’Escaut, est surmonté d’une flèche polygonale datant vraisemblablement de la période gothique. Le travail de restauration permettrait de remettre en état cet élément qui se voit affaibli par les dégâts du temps : la pression des vents, la dégradation ponctuelle de la couverture, la charpente rongée par les champignons, vrillettes et autres causes, et sans oublier la dégradation de têtes de sommiers sur lesquelles repose la structure. Pour rendre compte de l’ampleur de ce chantier, un seul clocheton a pu être restauré, car les trois autres éléments étaient trop détériorés par les champignons. Ceux-ci ont été totalement reconstruits à l’identique grâce au clocheton témoin. La Tour lanterne est achevée par la pose du recouvrement en ardoise. Sa toiture est faite en ardoise naturelle et exceptionnellement clouée, car cette technique est plus certaine pour les fortes pentes. De plus, ce savoir-faire est symbolique, se rapprochant plus du patrimoine, en opposition aux crochets qui n’apparaissent qu’à partir du XXe siècle. Il s’ensuit la restauration de la charpente et des maçonneries marquées par les dégâts du temps.

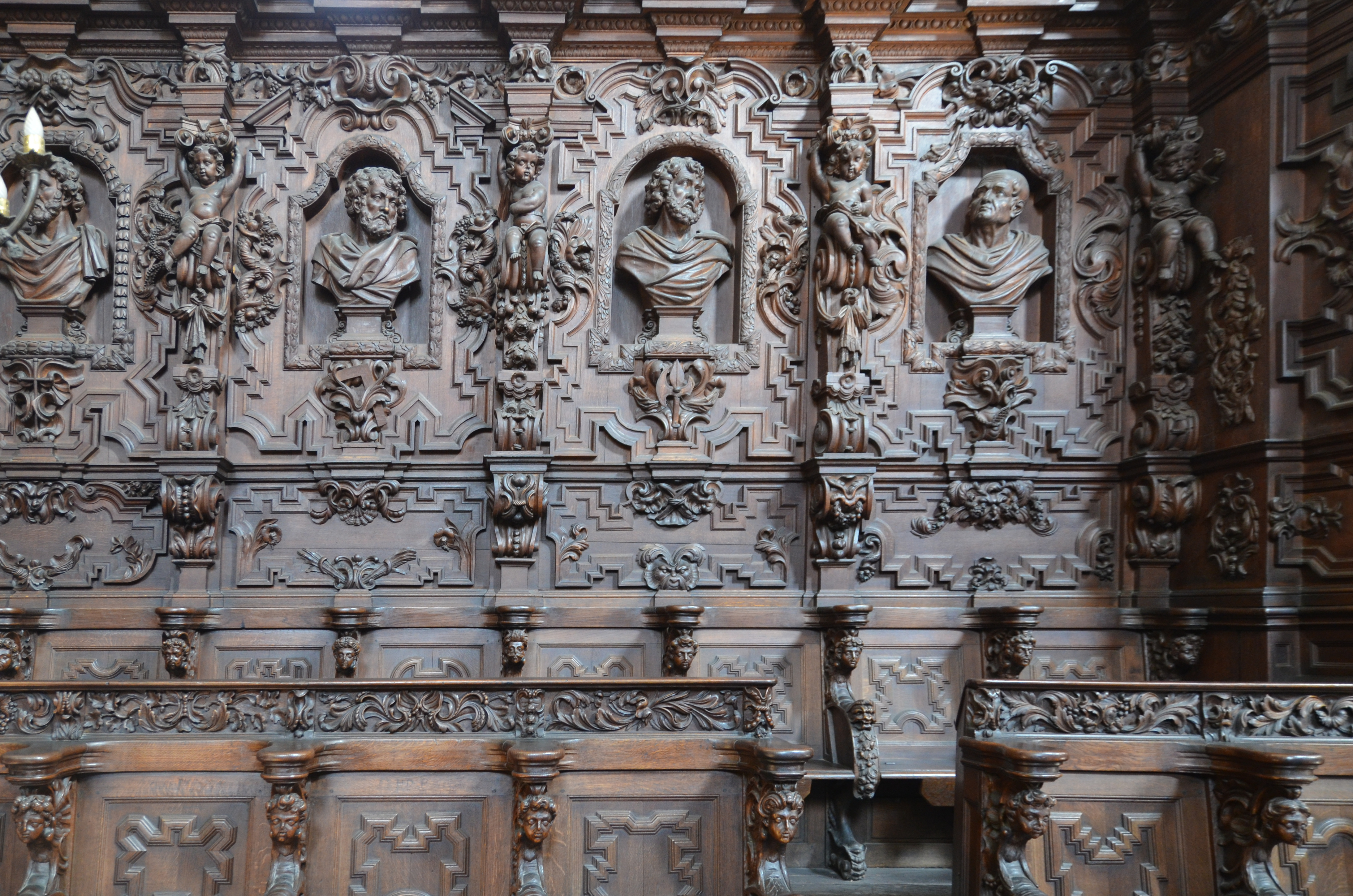
Stalles du chœur (détail).

Dans un second temps, ce sont les intérieurs de la collégiale qui ont été rénovés. Durant les travaux, les différentes chapelles et autres espaces architecturaux ont révélé toute leur splendeur due au savoir-faire des artisans. En outre, ceux-ci ont mis au jour des éléments archéologiques tels que des parchemins enfouis, un tableau en albâtre du XVIe siècle ou encore des pièces de monnaie datant du XVIIe au XXe siècle. Ensuite, les spécialistes se sont penchés sur le mobilier très abondant et étonnamment conservé à l’identique, entre autres les fonts baptismaux de style roman scaldien (XIIe siècle). 

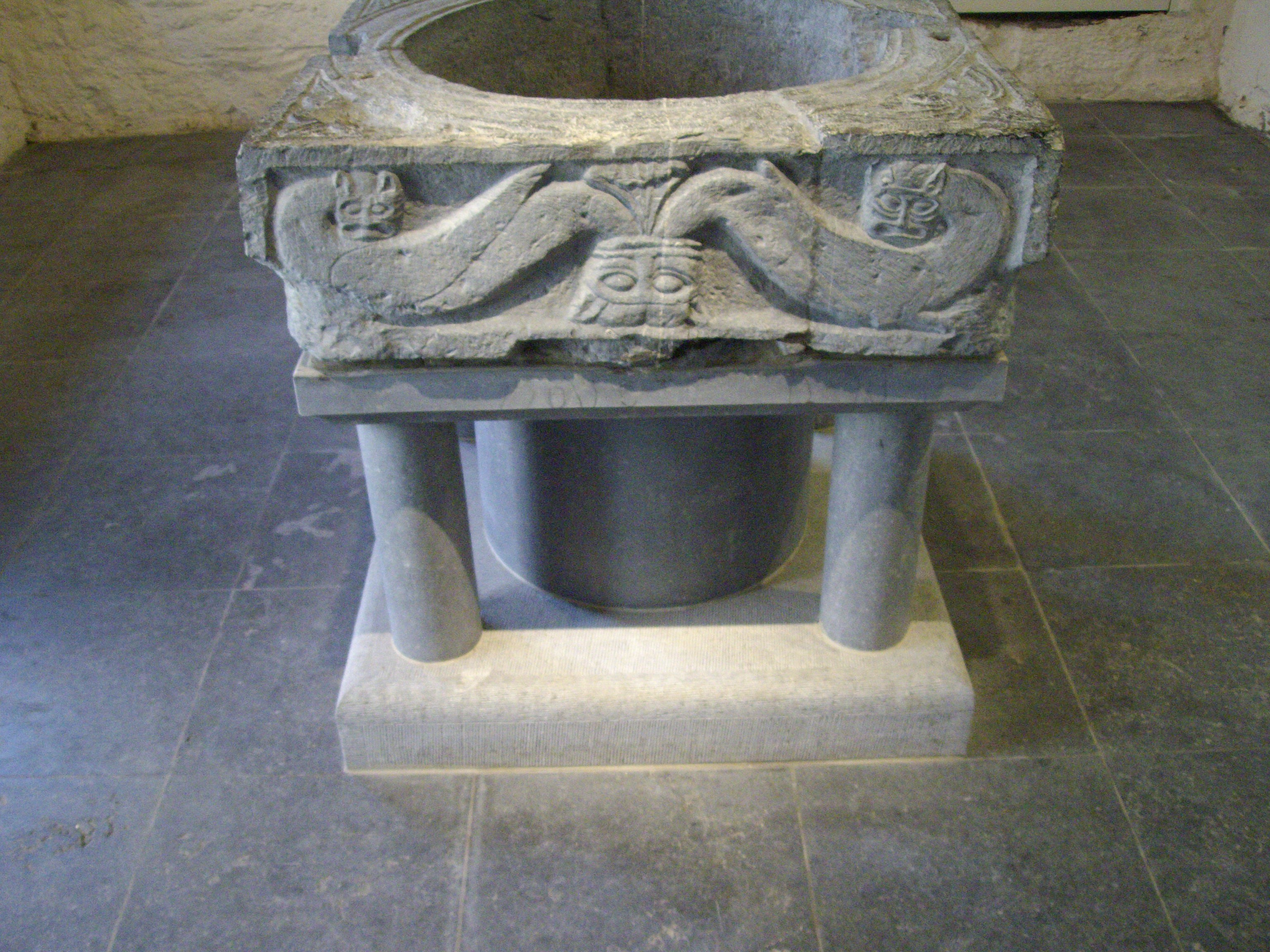
Les fonts baptismaux de la collégiale

En effet, ce sont les chanoines qui ont décidé dès 1620 de répondre à la Réforme protestante par une mise « au gout du jour » de l’édifice dans un style baroque. En septembre 2007, le chœur, espace privilégié de la collégiale, a vu ses boiseries remises en état par les ébénistes qui n’ont pas interrompu leur restauration jusqu’à la fin des travaux. Ceux-ci ont rendu aux stalles, répartissant les 64 sièges, la richesse de leur décor, la rigueur et la clarté architecturale d’antan.
Le 20 mai 2009, la célébration de réouverture de la collégiale par Monseigneur Guy Harpigny évêque de Tournais, 5e translation des châsses.

## Galerie

La Collégiale à travers les siècles
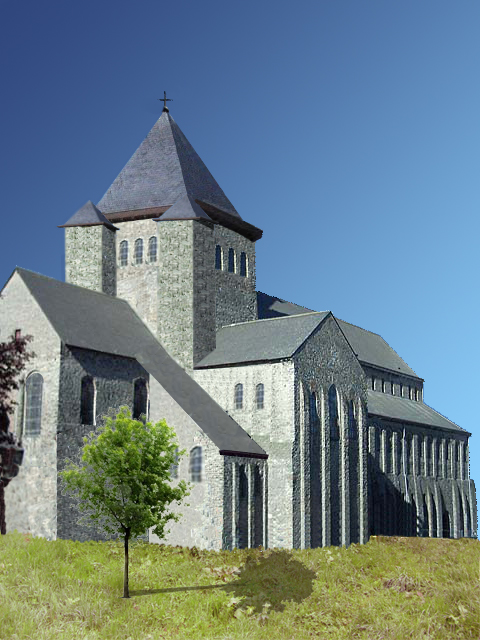
La collégiale au XIIe siècle (reconstitution d'après G. Huon, 1937)
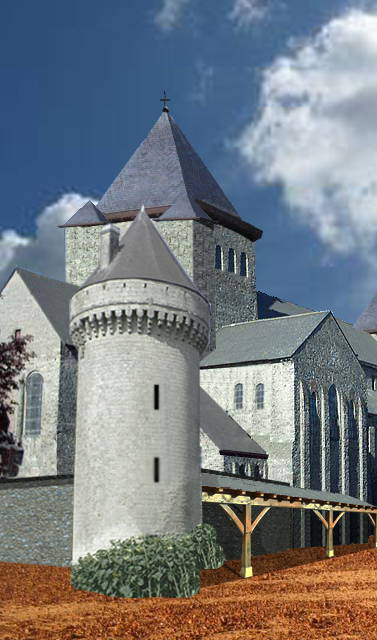
La collégiale au XIVe siècle (reconstitution)
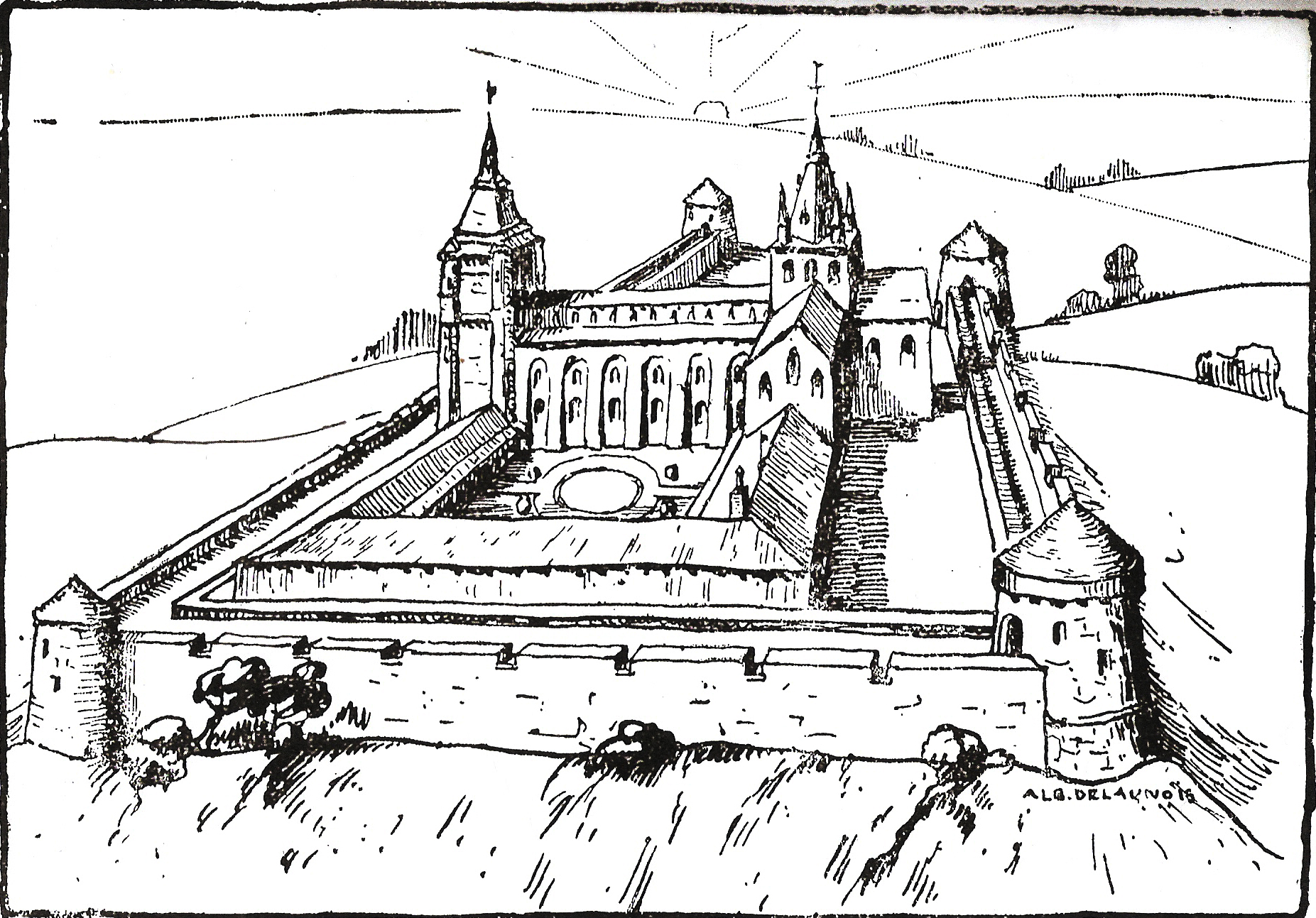
Représentation de la Collégiale d'après un document du XVIe siècle par Albert Delaunois (1895-1936).
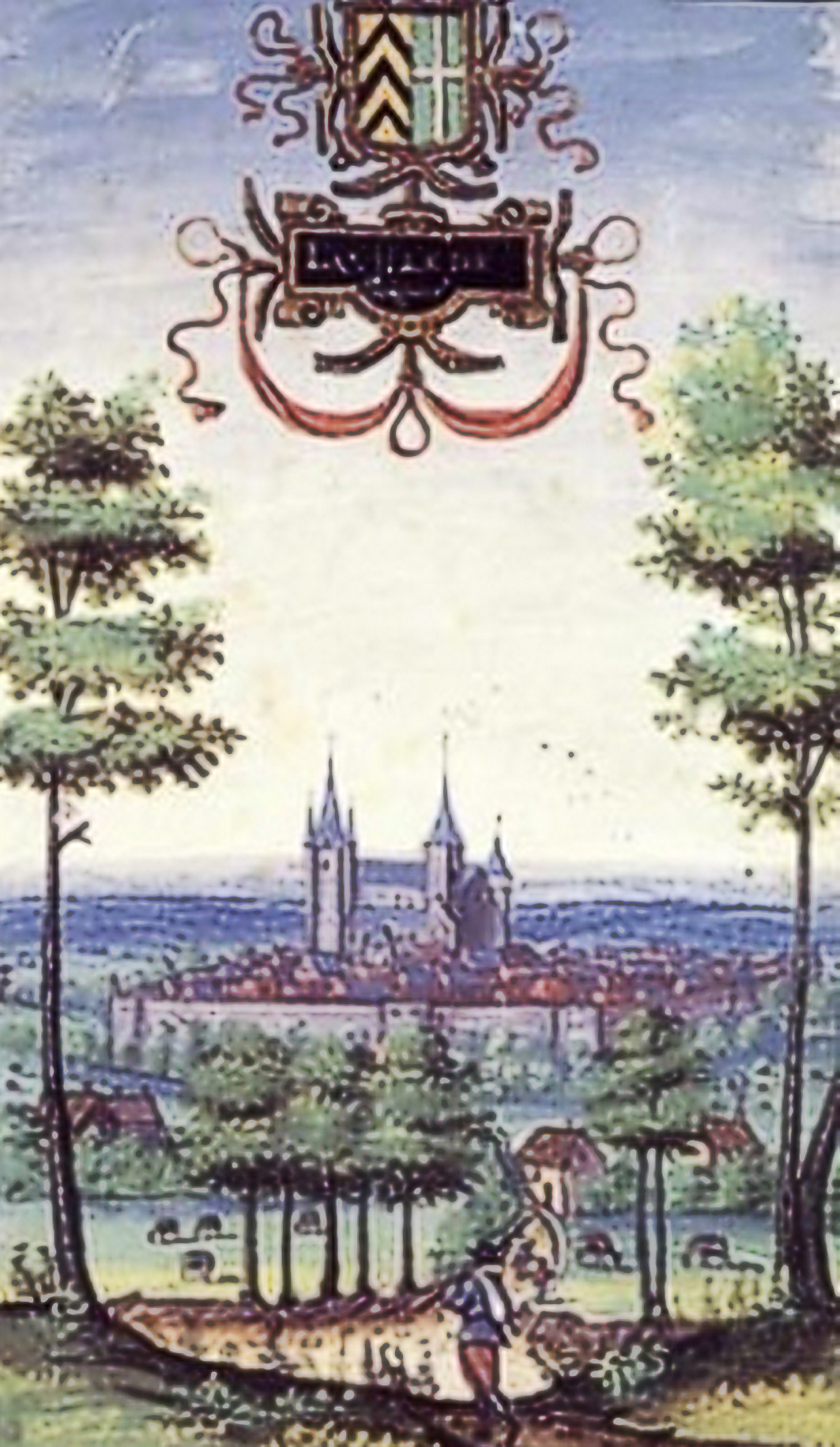
Soignies vers 1600 - album de Croÿ
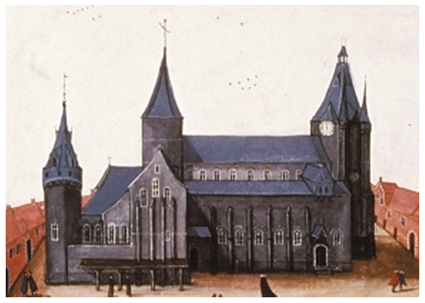
La Collégiale et la Halle aux Draps au début du XVIIe siècle
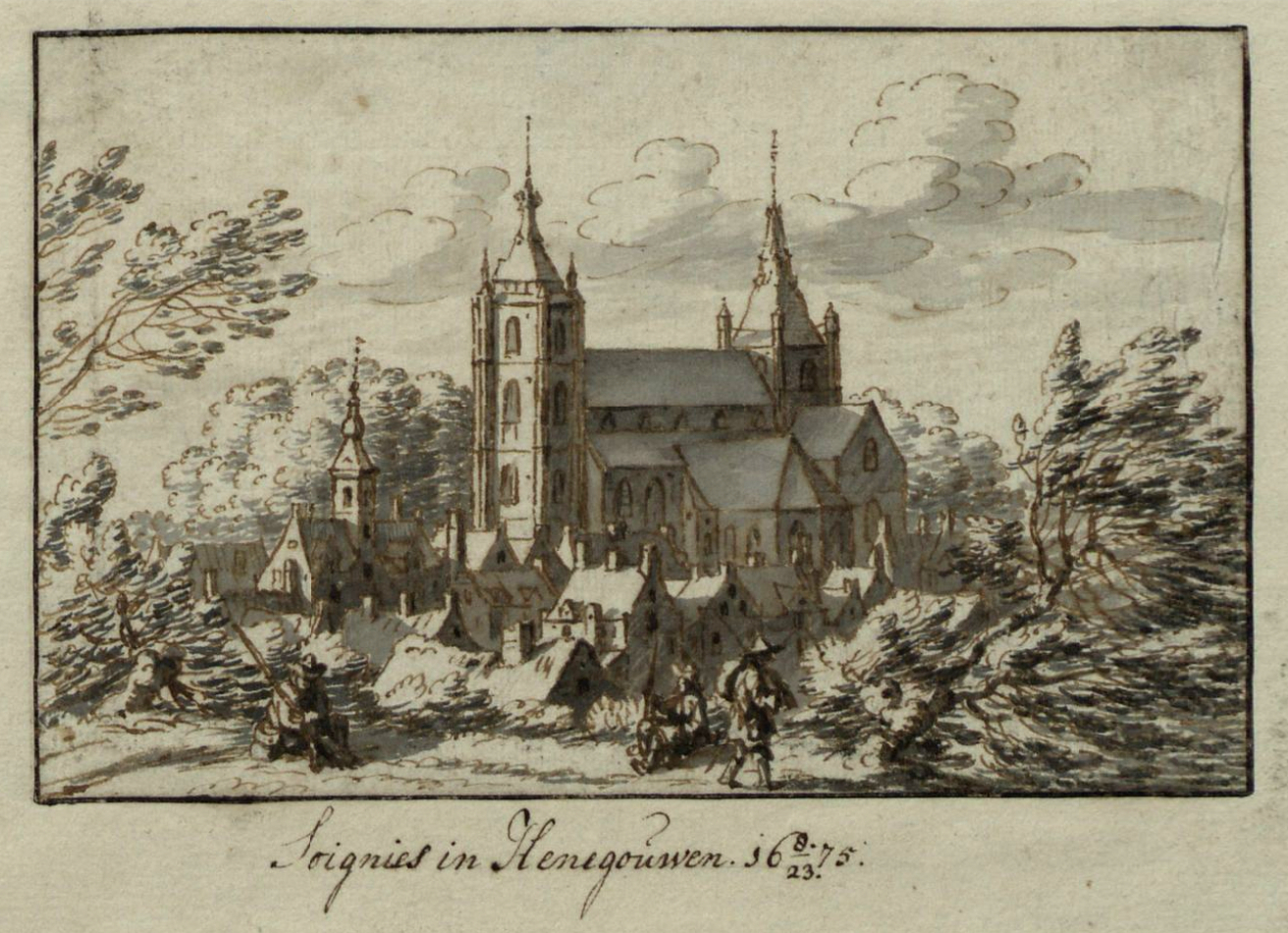
XVIIe siècle
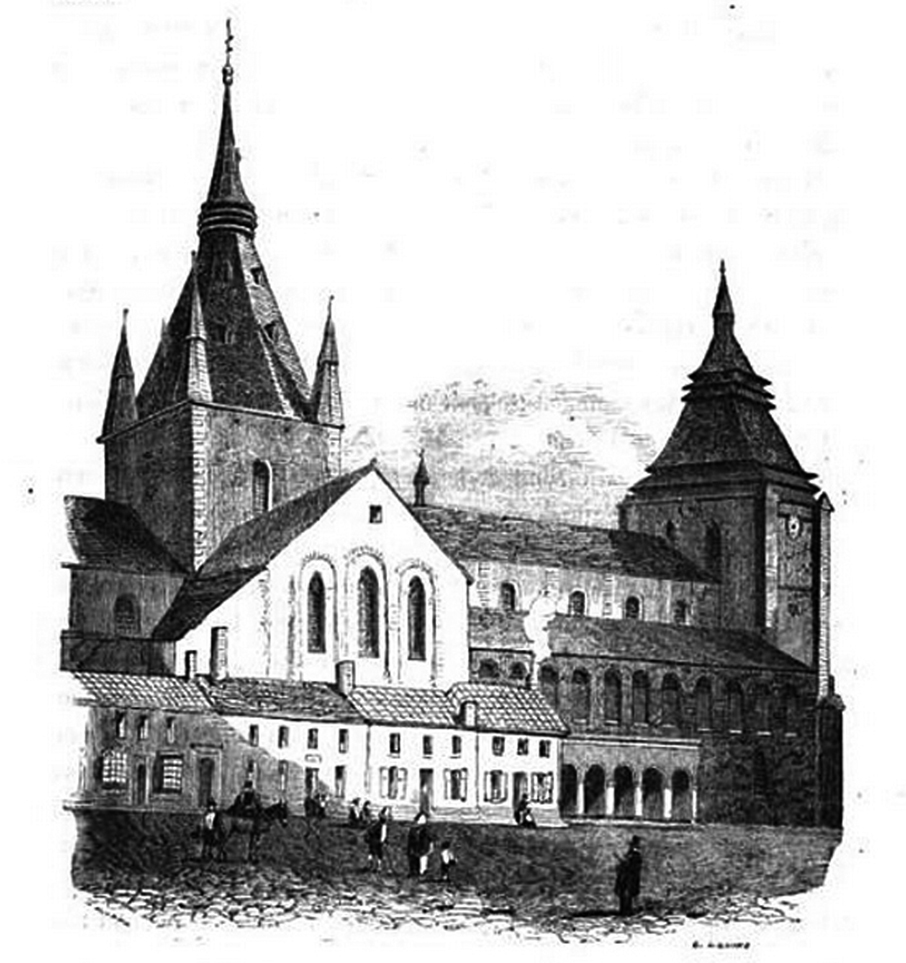
La collégiale au XVIIIe
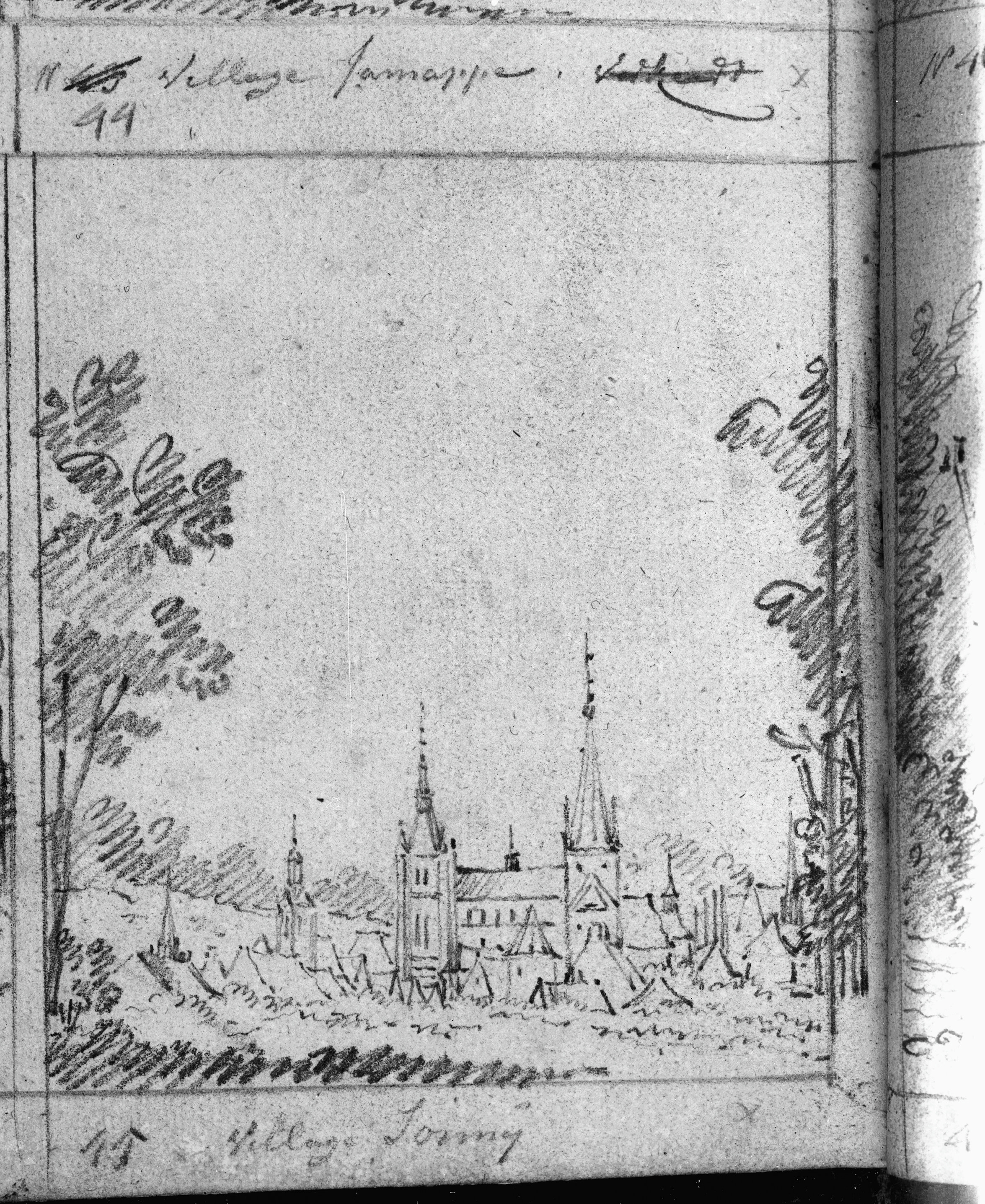
par Dirk Verrijk au XVIIIe siècle.
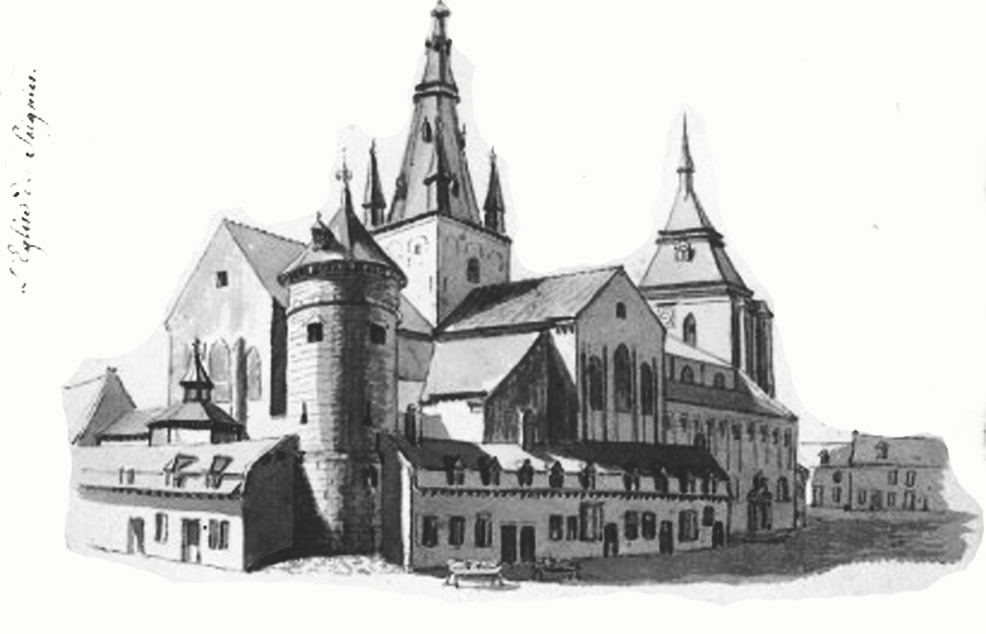
La collégiale en 1822
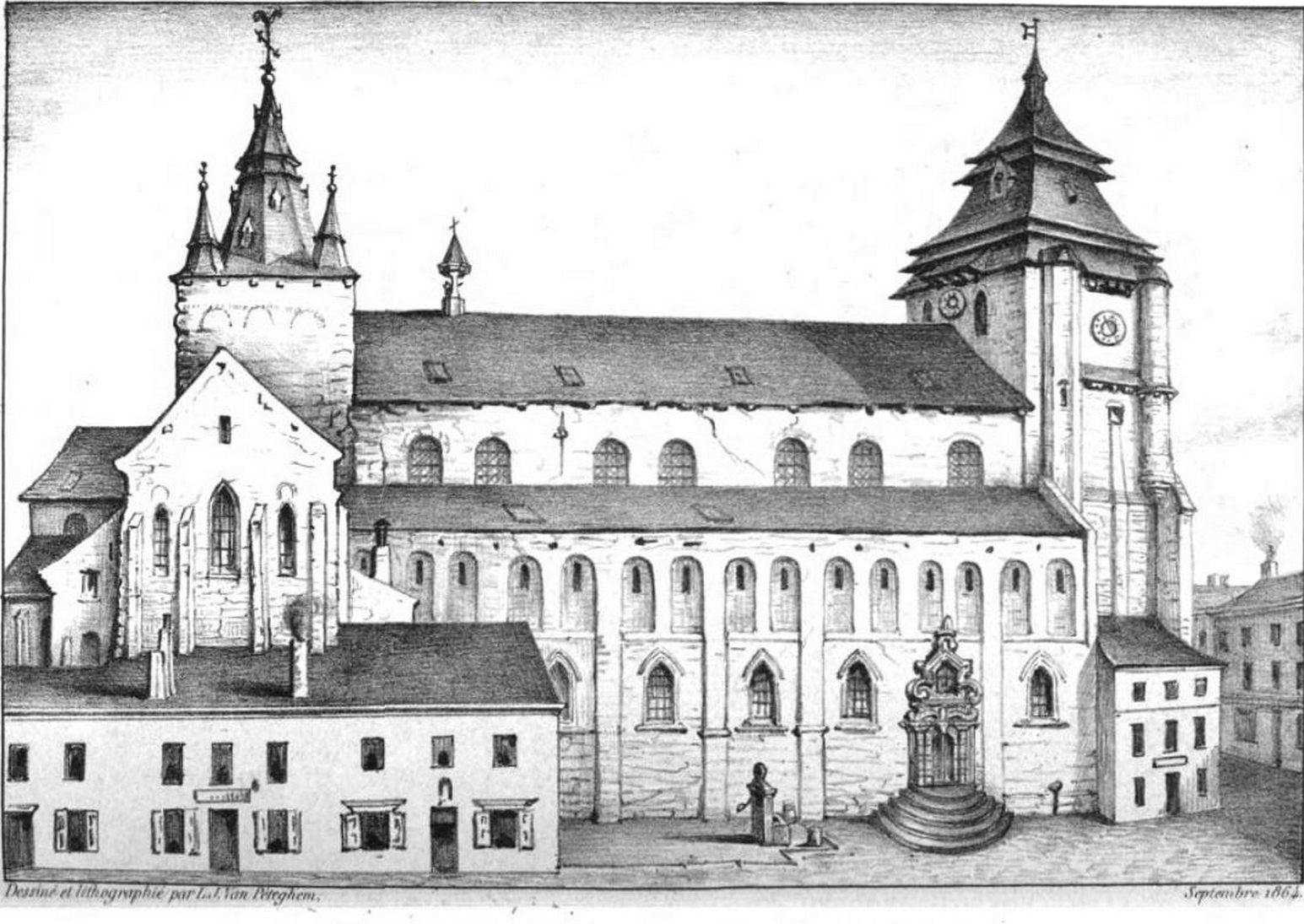
La collégiale en 1864
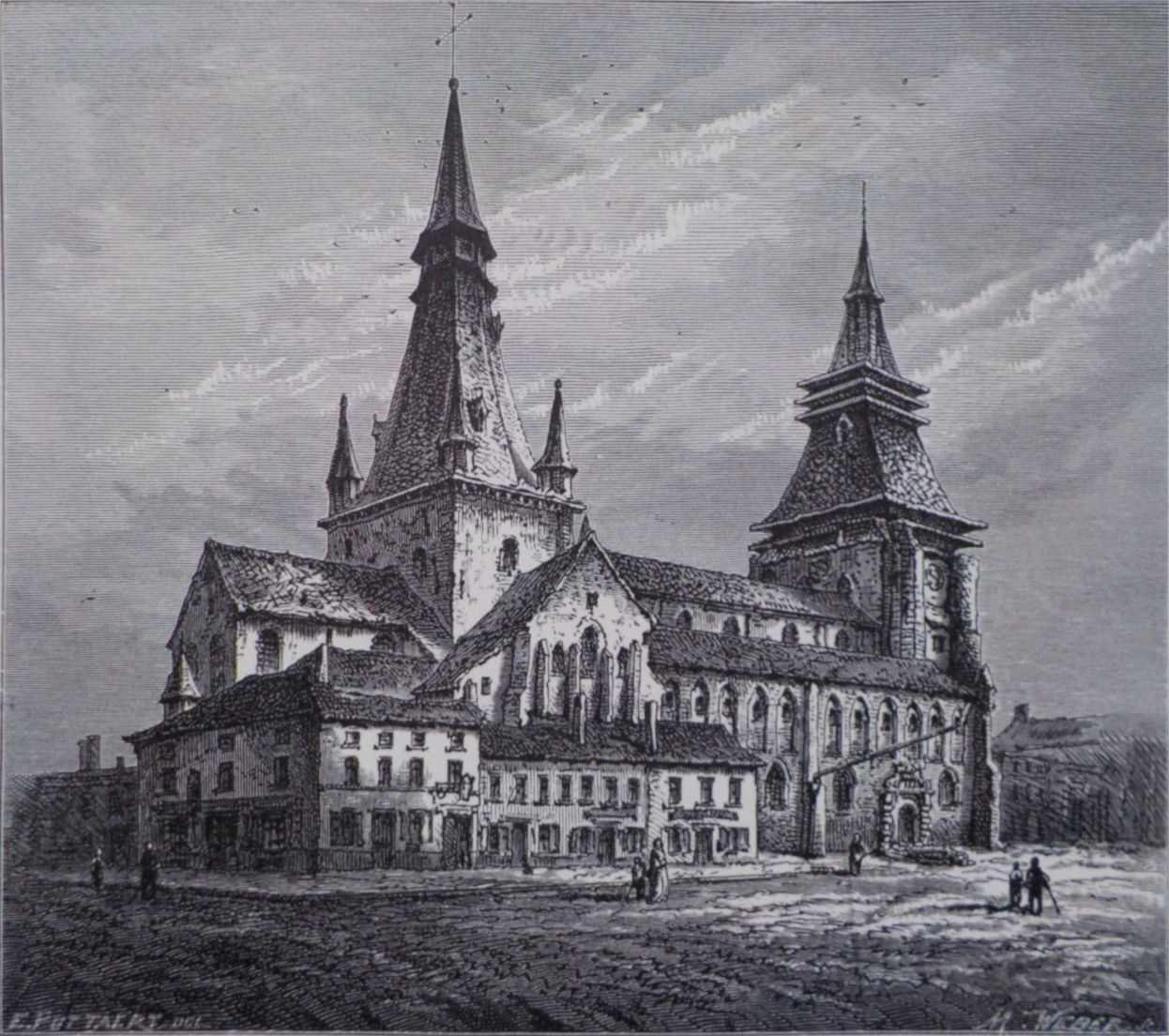
Gravure de E. Puttaert et M. Weber publiée dans la Belgique illustrée en 1890.
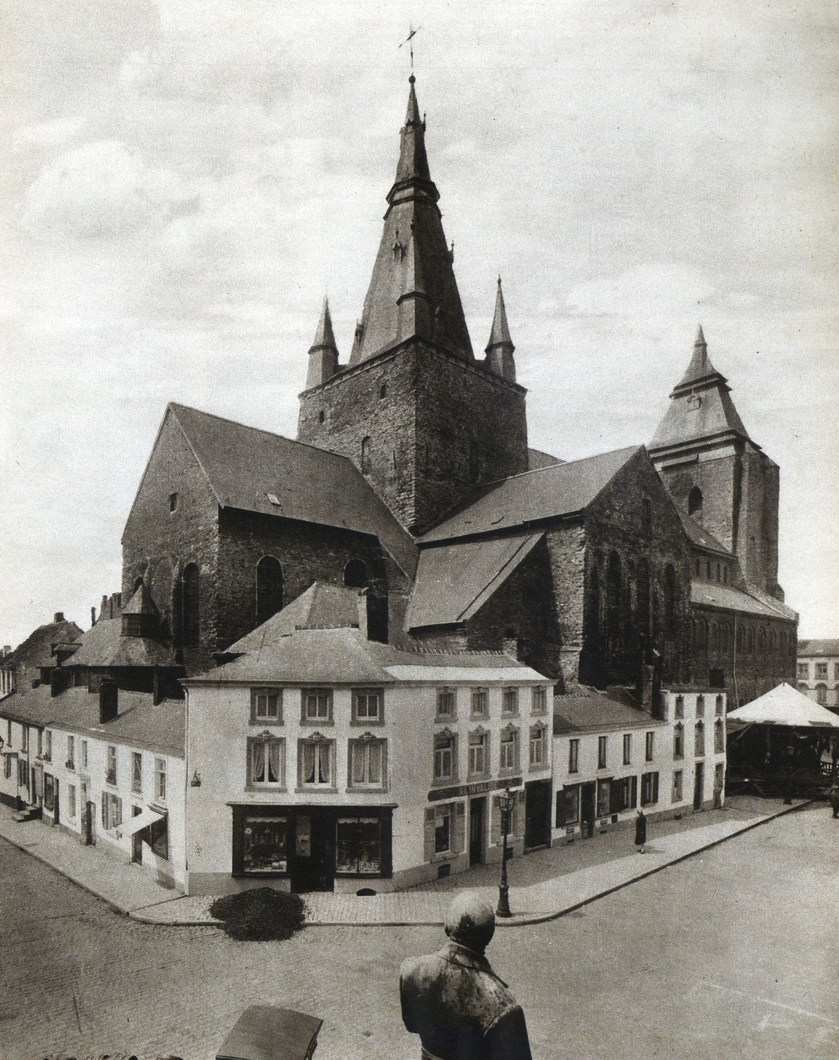
La Collégiale à la fin du XIXe siècle, début du XXe siècle prise depuis le balcon de l'Hôtel de Ville.
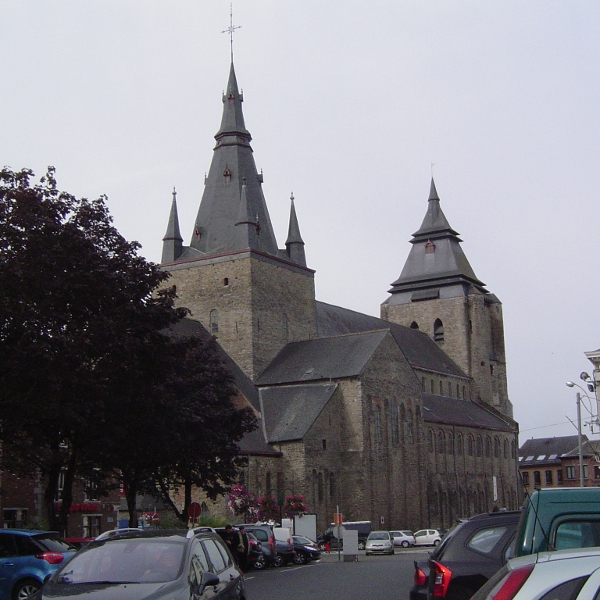
La Collégiale Saint-Vincent en septembre 2012.

## Archives
Les archives musicales de la collégiale Saint-Vincent de Soignies comprennent près de 13 000 documents manuscrits et imprimés datant pour l’essentiel des XVIIIe et XIXe siècles. Ces archives sont conservées et consultables aux Archives de l'État à Mons.